# Wojciech Kuliński
Wojciech Kuliński (ur. 23 lutego 1970) – polski aktor telewizyjny i teatralny.

## Życiorys
Ukończył studia na Wydziale Aktorskim PWSFTiT w Łodzi w 1996 roku. Debiut teatralny zaliczył na deskach Teatru Współczesnego we Wrocławiu w sztuce Rewizor Nikołaja Gogola w roli Chliestakowa.
Popularność przyniosła mu m.in. rola lekarza Wiktora Banacha w serialu Na sygnale.

## Filmografia
- 1997–2015: Klan jako dziennikarz z gazety „Głos Stolicy”
- 1999: Patrzę na ciebie, Marysiu
- 2001: Jutro będzie niebo jako kierowca
- 2002–2010: Samo życie jako Filip, fotograf
- 2003: Święta polskie jako policjant
- 2003, 2005 – 2006: Fala zbrodni jako policjant z drogówki (odc. 3); Piotr, narzeczony „Alex” (odc. 29, 30, 33, 38, 39, 44, 45, 48)
- 2003–2015: Na Wspólnej jako lekarz
- 2004–2015: Pierwsza miłość jako Karol, internetowy znajomy Kingi Żukowskiej
- 2005: Świat według Kiepskich jako redaktor tv Hubert Czteropak,  (odc. 242)
- 2005: Biuro kryminalne jako Wiesław Kołbik
- 2006: Królowie śródmieścia jako Konrad (odc. 6, 12)
- 2007: Trzy po trzy – Numery z kwatery (odc. 5)
- 2007: Plebania jako „Luki” (odc. 866, 867)
- 2007: Dwie strony medalu jako „Byku”
- 2008: Skorumpowani
- 2008: Pitbull jako policjant (odc. 28)
- 2008: M jak miłość jako prokurator Tomasz Zawadzki
- 2008: Kryminalni jako Sławek Bartosik (odc. 91)
- 2008: Hotel pod żyrafą i nosorożcem jako właściciel wielbłąda (odc. 11)
- 2010: Hotel 52 jako konsjerż (odc. 8)
- 2011: Głęboka woda (odc. 10)
- od 2014: Na sygnale jako lekarz pogotowia Wiktor Banach
- 2015: Na dobre i na złe (odc. 605) jako lekarz pogotowia Wiktor Banach
- 2015: Komisarz Alex jako Maks Zygier, oficer CBŚ (odc. 86)
- 2016: Na dobre i na złe (odc. 623) jako lekarz pogotowia Wiktor Banach
- 2016: O mnie się nie martw (odc. 43, sezon 4) jako Dariusz Bzowski
- 2017: Ojciec Mateusz (odc. 228) jako Tadeusz Policki, szef firmy Andans
- 2019: W rytmie serca jako Zawadzki, psychoterapeuta uzależnień, u którego terapii poddawała się m.in. Maria Biernacka (odc. 48)
- 2020: Przyjaciółki jako szef (odc. 171–173)
- 2020: Na dobre i na złe (odc. 772) jako lekarz pogotowia Wiktor Banach
- 2020: Nieobecni jako brat byłego męża Doroty Gajdy (odc. 3)

źródło: 